# Aloara
Aloara, Aloara von Capua oder auch Abara (Ἀβάρα; † 992) war von 982 bis 992 Regentin im Fürstentum Capua zusammen mit ihrem minderjährigen Sohn Landenulf II. Sie soll das Fürstentum mit einigem Geschick durch Familienstreitigkeiten und Einflussnahme durch das ottonische Kaiserhaus regiert haben.

## Leben
Aloara ist in der Vita Nili des Nilus von Rossano und in den Chroniken des Klosters Montecassino erwähnt.
Sie war die Frau von Pandulf I. “Eisenkopf”, dem Fürsten von Capua und Benevent, mit dem sie fünf Söhne hatte: Landulf VI. von Capua (als Herzog von Benevent Landulf IV.), Pandulf II. von Salerno, Atonulph, Landenulf II. von Capua sowie Laidulf von Capua.
Neben Capua und Benevent erwarb Pandulf Eisenkopf als Verbündeter Otto I. die Herzogtümer Spoleto, Camerino und das Fürstentum Salerno. Nach seinem Tod im März 981 herrschten zunächst Pandulph II. über Salerno und Landulph IV. über Benevent. Beide wurden jedoch aus den Herrschaften vertrieben und fielen in der Schlacht am Kap Colonna im Kampf gegen die Sarazenen.
Aloara konnte als Regentin für den noch sehr jungen Landenulf das Fürstentum Capua halten. Otto II. bestätigte die Herrschaft für Landenulf, ebenso Theophanu während ihrer Regentschaft für den minderjährigen Otto III. Allerdings kam es dabei auch innerhalb der Familie zu Auseinandersetzungen, bei denen einige Familienmitglieder ums Leben kamen.
In der Vita Nili werden diese mit Nilus in Verbindung gebracht: Aloara habe ihre Söhne angestiftet einen ihrer Neffen zu ermorden, der weil beliebt ihrer Macht bedrohlich wurde, was auf einem Familientreffen geschehen sein soll. Offenbar versuchte Aloara den Konsequenzen zu entgehen und wandte sich an Nilus um Vergebung zu erlangen. Der antwortete ihr, dass er dazu nicht die Macht habe und es auch weder dem Ermordeten noch dessen Familie etwas nütze. Neilos gab ihr den Rat, einen ihrer Söhne der Familie des Ermordeten als Sühne zu übergeben. Als Aloara dies nicht wollte, erhielt sie die Voraussagung, dass das Verbrechen erst gesühnt sei, wenn das Blut ihres Sohnes vergossen und ihre Familie aus der Herrschaft vertrieben sei. Auch Bestechung mit Gold konnte Nilus laut der Vita nicht umstimmen.
992 starb Aloara. 993 ermordete der jüngste Sohn Laidulf seinen Bruder Landenulf, laut der Vita Nili während dieser in der Kirche betete. Laidulf wurde 998 von Otto III. gefangen genommen und die Herrschaft der Familie endete der Prophezeiung gemäß.
Judy Chicago widmete ihr eine Inschrift auf den dreieckigen Bodenfliesen des Heritage Floor ihrer Installation The Dinner Party. Die mit dem Namen Aloara beschrifteten Porzellanfliesen sind dem Platz mit dem Gedeck für Trota zugeordnet.